# Гарига
Гари́га, или гарри́га (фр. garrigue и окс. garriga) — разрежённые заросли низкорослых вечнозелёных ксерофитных кустарников (можжевельник (Juniperus), розмарин (Rosmarinus), ладанник (Cistus)), карликовой пальмы хамеропса приземистого (Chamaerops humilis), кустарникового дуба кермесового (Quercus coccifera), держи-дерево и многолетних трав, устойчивых к засухе: тимьяна (Thymus), улекса (Ulex) и других. Можно встретить в Средиземноморье, в более сухих местах, чем маквис, и в менее сухом климате, чем фригана, на каменистых и скалистых склонах нижнего пояса гор, на месте бывших жестколистных лесов из дуба каменного, сведённых перевыпасом и палами.
Название образовано от ст.-окс. garric «дуб кермесовый», локальным названием которого является фр. garrouille «гару́й».
Гарига с преобладанием дуба кермесового встречается на юго-востоке Франции, в горах Серра-ди-Синтра на юге Португалии, на Апеннинском и Балканском полуостровах, в Малой Азии. В Леванте в сообществе растут рожковое дерево, терпентинное дерево (Pistacia terebinthus) subsp. palaestina (фисташка палестинская). В Малой Азии в сообществе растут можжевельник колючий, мирт, вереск, дикая олива.
Гарига с преобладанием карликовой пальмы хамеропса приземистого встречается на юге Испании, на Балеарских островах, в Алжире и Марокко. В сообществе растут мирт, фисташка, молочай, спаржа.
Гарига типична для множества островов Средиземного моря, в частности Корсики, Сардинии и Мальты.